# جایزه داروین

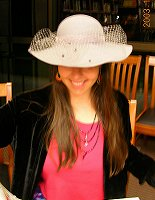
وندی نورثکات، نویسندهٔ وبگاه و کتاب‌های جایزهٔ داروین

جایزهٔ داروین به جایزهٔ کنایه‌آمیزی گفته‌می‌شود که به افرادی اعطا می‌شود که با مرگ یا عقیم‌کردن خود (توسط کارهای ابلهانه)، خود را از مسیر تکامل انسان‌ها خارج می‌کنند و به این ترتیب به مرغوبیت ژن انسان‌ها در طی فرایند تکامل کمک می‌کنند. این جوایز ابتدا در بحثی در یوزنتی حوالی سال ۱۹۸۵ آغاز شدند و با راه‌اندازی وبگاه در سال ۱۹۹۳ و سلسله کتاب‌هایی در سال ۲۰۰۰ توسط وندی نورث‌کات حالتی رسمی‌تر یافت.
بیانه این جایزه به این شرح است:
با الهام از چارلز داروین، جوایز داروین یاد و خاطره افرادی را که با ایثار جان خودشان از مجموعه ژن‌های ما پاسبانی کردند گرامی‌می‌دارد. برندگان جایزه داروین خودشان را با غیرعادی‌ترین کارهای ابلهانه از بین بردند و به این‌ترتیب امکان بقای درازمدت گونه انسان‌ها را بالا بردند.
در سال ۲۰۰۶ میلادی فیلمی کمدی به نام جوایز داروین با الهام از این جوایز و ماجراهای برندگان آن، ساخته شد.

## قانون‌ها
- ناتوانی در فرزندآوری: برنده باید بمیرد یا عقیم شود.
- برتری: حماقتِ برنده باید منحصر به فرد باشد.
- انتخاب خود: فرد باید خودش موجب مرگش شده باشد.
- بلوغ: فرد باید دست‌کم سن دریافت گواهینامه رانندگی را رد کرده باشد و دچار کم‌توانی ذهنی نباشد.
- راستی: رویداد باید توسط منابع معتبر پوشش داده شده باشد.[۳]

## پژوهش‌ها

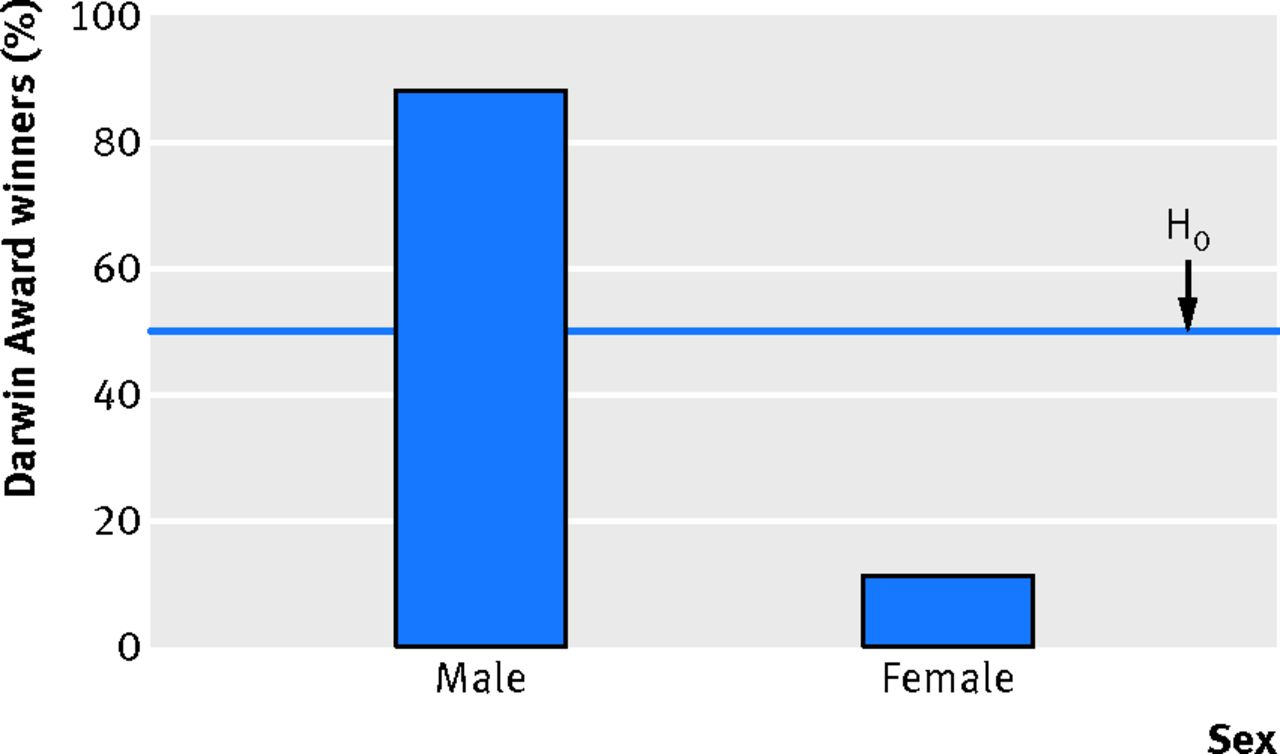
نمودار برندگان جایزه داروین

نتیجهٔ پژوهش مجلهٔ پزشکی بریتانیا در سال ۲۰۱۴ میلادی که بر روی برندگان بیست سالِ این جایزه انجام شده بود نشان داد که حدود ۹۰ درصد برندگان آن مرد بوده‌اند. از ۳۳۲ نفر برندهٔ جایزهٔ داروین در میان سال‌های ۱۹۹۵ تا ۲۰۱۴، ۱۴ نفر به دلیل مشخص نبودن جنسیت‌شان کنار گذاشته شدند و از ۳۱۸ نفر باقی‌مانده، ۲۸۲ نفرشان مرد (۸۸٫۷٪) و ۳۶ نفرشان زن بودند.